# Rúben Amorim
Rúben Filipe Marques Amorim, född 27 januari 1985 i Lissabon, är en portugisisk före detta fotbollsspelare (mittfältare) som har spelat för SL Benfica. 4 juni 2013 förlängde han kontraktet med Benfica till 2015 för att senare förlänga det till sommaren 2017, året då han gick i pension. 2018 bestämde han sig för att prova tränarrollen för det portugisiska laget Casa Pia. 2019 fick han en tränarroll för Bragas B-lag och dom presterade exceptionellt under säsongen. Året därpå blev han Bragas huvudtränare, men det varade inte särskilt länge eftersom han hade fått ett erbjudande från den portugisiska giganten Sporting Lissabon. Efter flera triumfer med Sporting är han är numera huvudtränare för Manchester United.